# Peu de rata gris
El peu de rata gris (Clavulina cinerea) és una espècie de bolet de l'ordre dels cantarel·lals (Cantharellales).
De 2 a 10 cm d'alçada, el tronc és curt i ramificat com el corall. Comestible, de color gris pàl·lid, carn blanca, fràgil i sense olor. Sol créixer en pinedes al costat de la base dels pins vells a la tardor. Si no són tallats massa a prop del terra poden continuar creixent durant anys al mateix lloc.